# 혜강

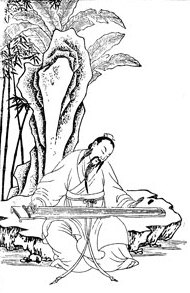

혜강(嵇康, 223년~262년)은 조위의 철학자이자 작가 · 시인으로, 자는 숙야(叔夜)이며 초군(譙郡) 즐현(銍縣) 사람이다. 선조는 본래 회계의 해(奚)씨였으나 원수를 피하여 초군으로 이주하였고, 집 옆에 있었던 혜산(嵇山)을 따와 성씨로 삼았다.

## 행적
죽림칠현 중 한 사람으로 〈양생론〉(養生論), 〈여산거원절교서〉(與山巨源絶交書) 등 다수의 철학·정치 논문과 두 편의 서간문을 썼다. 당시 위나라 공주(패목왕의 손녀)와 결혼했다. 혜강은 동평사람 여소(呂昭)의 아들 여손(呂巽), 여손의 동생 여안(呂安)과 더불어 친했는데 여손이 친동생 여안의 아내와 간음하고 오히려 동생을 불효죄로 무고해 가두었다. 혜강은 여안을 두둔하다 종회의 건의로 사마소에 의해 40세의 나이에 여안과 함께 처형되었다.
저서로는 《고사전》과 그의 시문을 모두 모은 《혜중산집》이 있다.

## 저서 및 작품
풀어쓴 제목은 한흥섭 교수의 번역을 따랐다.
- 혜중산집(嵇中散集): 총 10권으로 이루어져 있다.
  - 산거원에게 보내는 절교의 편지(원제: 여산거원절교서)
  - 여장제에게 보내는 절교의 편지(원제: 여여장제절교서)
  - 양생을 논함(원제: 양생론)
  - 사사로움을 분별하는 논의(원제: 석사론)
  - 관숙과 채숙을 논함(원제: 관채론)
  - 명석함과 담력을 논함(원제: 명담론)
  - 소리에는 슬픔과 기쁨이 없음을 논함(원제: 성무애락론)
  - 금부(琴賦)
- 고사전

## 관련 사적
- 《삼국지》 권21, 〈위서〉21, 왕찬전 주석
- 《진서》 권49, 〈열전〉19, 혜강

## 서지 사항
- 한흥섭 옮김, 《혜강집》, 소명출판, 2006, ISBN 978-89-56262-28-4